# Evge
Evge (ukrainisch Додому Dodomu, internationaler englischsprachiger Titel Homeward) ist ein Filmdrama von Nariman Alijew, das am 22. Mai 2019 im Rahmen der Filmfestspiele von Cannes 2019 seine Premiere feierte und am 7. November 2019 in die ukrainischen Kinos kam.

## Handlung
Nachdem Mustafa seinen ältesten Sohn im Krieg zwischen Russland und der Ukraine verloren hat, beschließt er, den Leichnam des Jungen zurück auf die Krim zu bringen, wo er geboren wurde. Zusammen machen er und sein jüngerer Sohn sich auf eine Reise, die ihre Beziehung zutiefst prägen wird.

## Produktion
Regie führte Nariman Alijew, um dessen Spielfilmdebüt es sich handelt.
Der Film feierte am 22. Mai 2019 im Rahmen der Filmfestspiele von Cannes 2019 seine Premiere. Am 14. Juli 2019 wurde der Film bei Odesa International Film Festival erstmals in der Ukraine gezeigt. Am 7. November 2019 kam er in die ukrainischen Kinos. Ende August, Anfang September 2020 wurde er beim Fünf Seen Filmfestival gezeigt. Ende April, Anfang Mai 2022 wird er beim Prague International Film Festival (Febiofest) vorgestellt.

## Auszeichnungen (Auswahl)
Der Film befand sich in einer Vorauswahl für den Europäischen Filmpreis 2019 und wurde von der Ukraine bei der Oscarverleihung 2020 in der Kategorie Bester Internationaler Film eingereicht, gelangte aber jeweils nicht in die engere Auswahl.
Bosphorus International Film Festival 2019
- Nominierung im International Feature Film Competition (Nariman Alijew)[4]

Bucharest International Film Festival 2019
- Auszeichnung als Bester Film mit dem Festival Prize (Nariman Alijew)

Fünf Seen Filmfestival 2020
- Nominierung für den Fünf Seen Filmpreis[5]

Haifa International Film Festival 2019
- Nominierung im Golden Anchor Competition for Debuts (Nariman Alijew)[6]

Internationale Filmfestspiele von Cannes 2019
- Nominierung für die Goldene Kamera (Nariman Alijew)
- Nominierung für den Prix Un Certain Regard (Nariman Alijew)[7]

Odessa International Film Festival 2019
- Auszeichnung mit dem Großen Preis (Nariman Alijew, gemeinsam mit Als wir tanzten)
- Nominierung für den Goldenen Duke im internationalen Wettbewerb (Nariman Alijew)